# NGC 2874
NGC 2874 ist eine Balken-Spiralgalaxie vom Hubble-Typ SBbc im Sternbild Löwe auf der Ekliptik. Sie ist schätzungsweise 164 Millionen Lichtjahre von der Milchstraße entfernt und hat einen Durchmesser von etwa 110.000 Lj. Sie bildet gemeinsam mit NGC 2872 das wechselwirkende Galaxienpaar Arp 307. Die Entfernungsmessungen basierend auf den Radialgeschwindigkeiten stimmen jedoch nicht mit den rotverschiebungsunabhängigen Entfernungsschätzungen von 109 ± 2 Millionen Lichtjahren überein.
Halton Arp gliederte seinen Katalog ungewöhnlicher Galaxien nach rein morphologischen Kriterien in Gruppen. Dieses Galaxienpaar gehört zu der Klasse Unklassifizierte Doppelgalaxien.
Das Objekt wurde am 15. März 1784 vom deutsch-britischen Astronom William Herschel entdeckt.
Der nordöstliche Arm der Galaxie erhielt im NGC-Katalog einen eigenen Eintrag (NGC 2875), welcher am 7. März 1874 von Lawrence Parsons beobachtet worden ist.